# Kia Forte (Chiny)
Kia Forte – samochód osobowy klasy kompaktowej produkowany pod południowokoreańską marką Kia w latach 2017–2023.

## Historia i opis modelu

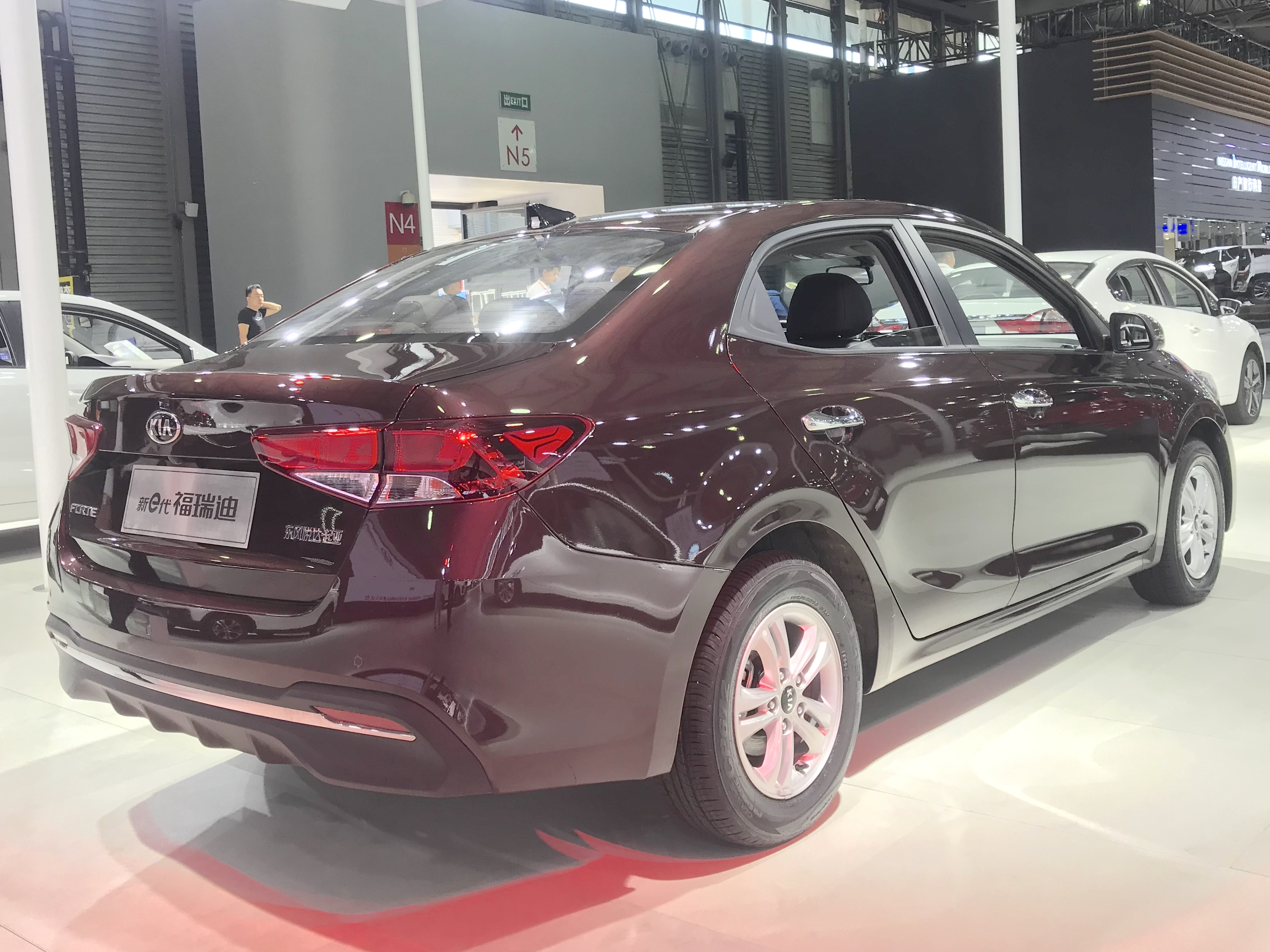
Kia Forte - tył

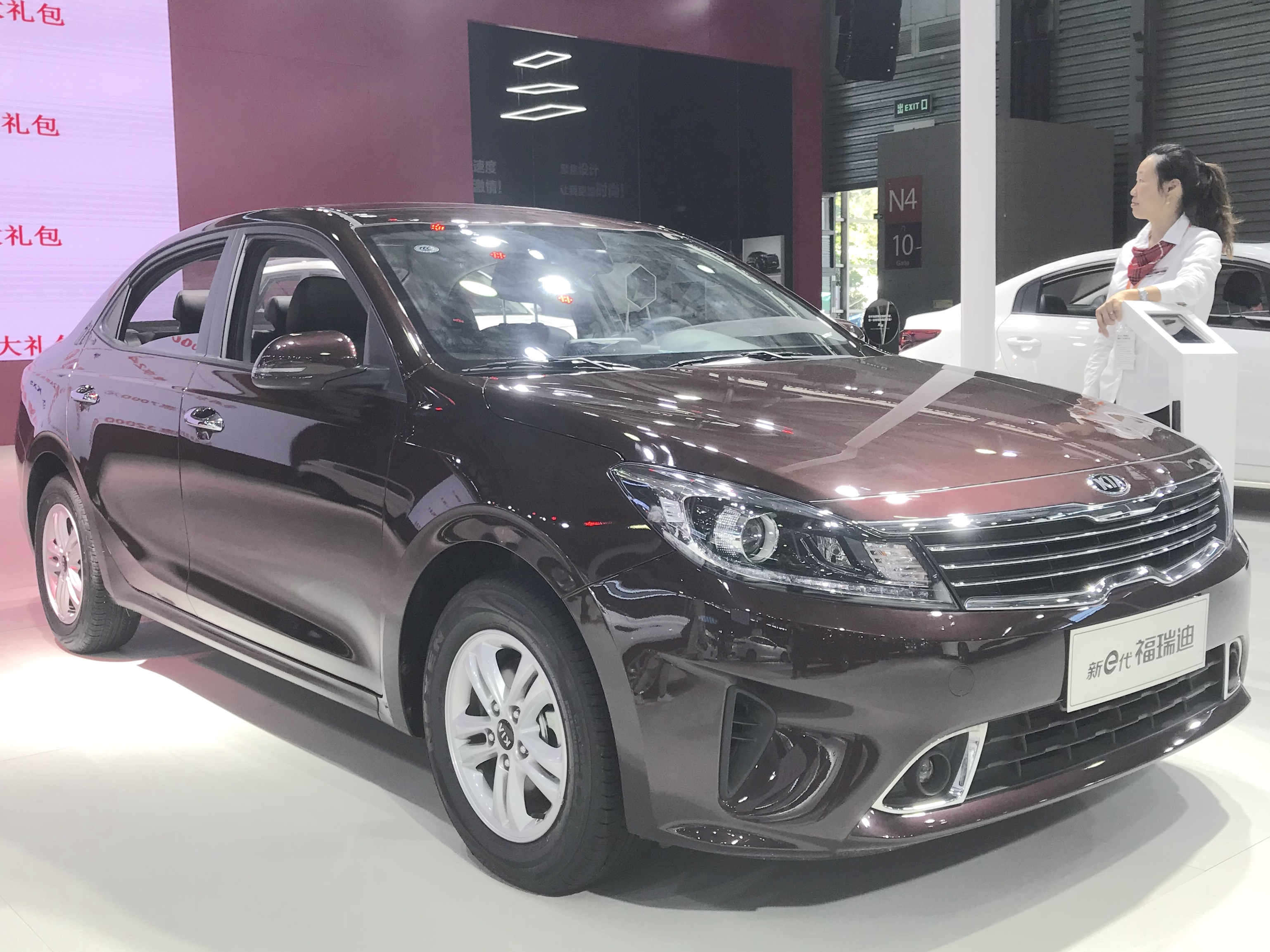
Kia Forte podczas premiery

W listopadzie 2013 roku Kia Forte pierwszej generacji w formie z lat 2008–2012 znanej z rynku Ameryki Północnej przeszła dedykowaną dla rynku chińskiego restylizację, zmieniając nazwę na Forte R i pozostając w produkcji do 2017 roku.
Jesienią 2017 roku chiński oddział Kii zdecydował się przedstawić nowy model na bazie płyty podłogowej Forte R, który w lokalnej gamie modelowej uplasował się pomiędzy mniejszym K2, a obszerniejszym, również kompaktowym K3. 
Nowatorskim rozwiązaniem zastosowanym w pojeździe jest system sterowania głosowego zintegrowany z systemem multimedialnym, który zapewnia łączność z popularnymi chińskimi aplikacjami do nawigowania jak Baidu czy Duo.

### Sprzedaż
Chiński wariant Kii Forte nie ma nic wspólnego z modelem o takiej samej nazwie, który w Ameryce Północnej stanowi kontynuację dla pierwszego wcielenia dawnego Forte. Pojazd oferowany jest wyłącznie w Chinach, stanowiąc element planu dywersyfikacji lokalnego portoflio producenta w odpowiedzi na rosnące zapotrzebowanie tutejszego rynku samochodowego. Zniknął z oferty po 6 latach produkcji w 2023 roku.

### Silnik
- R4 1.6l GDI